# Axel Ruoff
Axel D. Ruoff (Stuttgart, 24 maart 1957) is een eigentijds Duits componist en muziekpedagoog.

## Levensloop
Ruoff studeerde aan de Staatliche Hochschule für Musik und Darstellende Kunst Stuttgart in zijn geboortestad vanaf 1957 en aan de Musikacademie van de stad Kassel. Zijn leraren waren onder andere Milko Kelemann, Rolf Hempel en Erhard Karkoschka. Zijn diploma's voor muziektheorie en piano behaalde hij met "summa cum laude". In 1984 behaalde hij het hoger diploma voor compositie. Met een studiebeurs van het Japanse ministerie van Cultuur kon hij van 1985 tot 1987 aan de Tokyo University of the Arts bij Hiroaki Minami studeren. Hij studeerde ook in verschillende meestercursussen bij Isang Yun.
Van 1983 tot 1985 was hij docent voor muziektheorie aan de Hochschule für Musik Trossingen te Trossingen. In aansluiting aan zijn studie aan de Tokyo University of the Arts was hij gast-professor voor compositie en muziektheorie aan de Morioka-Universiteit in Japan. Van 1981 tot 1988 was hij directeur van de muziekschool te Stuttgart. In 1992 was hij op uitnodiging van het Goethe-instituut in Moskou en hield verschillende lezingen en een reeks voordrachten.
Sinds 1992 is hij professor aan de Staatliche Hochschule für Musik und Darstellende Kunst Stuttgart en sinds 2003 is hij verder docent voor muziektheorie aan de Kirchenmusikhochschule Tübingen.
Als componist schrijft hij werken voor verschillende genres.

## Composities

### Werken voor orkest
- 1982 Prozession, voor orkest
- 1986-1987 Nacht und Träume, voor orkest
- 1988 “Eine unaussprechliche Leere...”, voor kamerorkest
- 1993 Concert, voor gitaar, slagwerk en strijkorkest
- 1994 Im Dunkeln singen, treurmuziek voor twee cello's en strijkorkest
- 1994 Concert Nr. 2, voor piano en orkest

### Werken voor harmonieorkest
- 1989 Concert Nr. 1, voor piano en harmonieorkest
- 1992 Inferno, voor harmonieorkest

### Missen, oratoria, cantates, motetten en gewijde muziek
- 1993 Weltende, toccata voor solisten, twee koren, slagwerk, orgel en strijkorkest
- 1995 Quasi una fantasia..., voor gemengd koor - tekst: naar Jesaja 29
- 1999 Menschen gehen zu Gott, motet voor alt en gemengd koor a capella - tekst: Dietrich Bonhoeffer
- 1998-1999 Bergpredigt (De Bergrede), oratorium voor spreker, solisten, gemengd koor en orkest - tekst: Bijbel, Evangelie volgens Matteüs (Mat. 5-7)
- 2001 Memento creatoris tui, voor bariton en orgel
- 2001-2002 Credo, oratorium in 15 taferelen, voor solisten, gemengd koor, orgel en orkest - première: 2002, Stuttgart

### Muziektheater

#### Opera's
| Voltooid in | titel                    | aktes           | première                     | libretto        |
| ----------- | ------------------------ | --------------- | ---------------------------- | --------------- |
| 1985-1986   | Die Matrone              | alleen fragment |                              | Zsuzsanna Gahse |
| 1999        | Ein Fremder in der Stadt |                 | 2000, Stuttgart, Theaterhaus | Wilhelm Hauff   |

#### Toneelmuziek/Perfomance
- 1993 Leidlos, voor twee acteuren, video-installatie en instrumentaal ensemble - tekst: Zsuzsanna Gahse - première: 1993, Stuttgart, Tage für Neue Musik

### Werken voor koren
- 1986 Notturno, voor twee koren
- 1986 Salomo-Variationen, voor vier groepen van koren
- 1994 Epitaph, voor achtstemmig gemengd koor a capella
- 2001 Epitaph II, voor achtstemmig gemengd koor, basklarinet, contrafagot, cello en contrabas

### Vocale muziek
- 1984 Jemand im Vorbeigehen, voor stem en piano
- 1990 Zwei Sonette von Shakespeare, voor sopraan, dwarsfluit en gitaar
- 1992 Geisterbahn, voor mezzosopraan en kamerorkest
- 1992 Ein Psalm in der Nacht, voor bariton en ensemble

### Kamermuziek
- 1984 D’oltre L’oblio recchi, voor klarinet, viool, cello en piano
- 1985-1986 Strijkkwartet Nr. 1
- 1986 Schanah, voor vijf instrumentalisten
- 1988 Strijkkwartet Nr. 2 "Zwischen zwei Welten"
- 1989 Lovestories, voor twee blokfluiten
- 1990 Yokai, voor flauto traverso en klavecimbel
- 1990 Senna Hoy, voor flauto traverso, viool, cello, slagwerk en klavecimbel
- 1990 Love Stories II, voor blokfluit en piano
- 1991 Satyr, voor hobo, accordeon en contrabas
- 1992 Palimpsest, voor twee blokfluiten, viola da gamba, chitarrone en klavecimbel
- 1992 Eli, voor flauto traverso en klavecimbel
- 1993 Schiwa, voor zes instrumentalisten
- 1993 Epicedion, voor tenorblokfluit, zang-fluit, chitarrone, viola da gamba en klavecimbel
- 1994 Über sich abspielende Dinge... toccata voor gitaar en slagwerk
- 1994 Abgründe, voor altviool en orgel
- 1994 Regionen, voor cello en orgel
- 1995 Tarantella, voor twee cello's
- 1996 Skurrile Skizzen, voor blokfluit en piano
- 1998 Toccata, voor altblokfluit en slagwerk
- 2000 Credo, voor gitaar en vibrafoon
- 2003 Sieben Traumbilder, voor twee blokfluiten

### Werken voor orgel
- 1985 Via dolorosa
- 1990 Wie eine Maske dahinter die Nacht gähnt
- 1995 Schalen des Zorns - Toccata II
- 1996-1997 Concert, voor orgel en slagwerk-ensemble
- 1998-2000 Vier Choralvorspiele

### Werken voor piano
- 1991 Standpunkte
- 2002 Toccata

### Werken voor gitaar
- 1986 Chimère
- 1991 Hialemos

### Pedagogische werken
- Familienalbum der Tausendfüßler, 10 klein pianostukken voor kinder
- Leere Saiten voll Musik, I-III, voor viool en piano
- Partiturspiel